# Université privée du Nord
L’université privée du  Nord (espagnol : Universidad Privada del Norte) est une université privée située dans la ville péruvienne de Trujillo.

## Historique
L'UPN fut créée par la loi du Congrès péruvien nº 26275 du 5 novembre 1993 sous l’égide de personnalités influentes du milieu culturel, académique et commercial.
L'université, qui possède également des campus à Cajamarca et Lima, est un membre associé au réseau international Laureate International Universities.

## Composition
L'UPN est constituée de six facultés:
- Faculté d'architecture et de design
- Faculté des sciences de la santé
- Faculté de communication
- Faculté de droit et sciences politiques
- Faculté de commerce
- Faculté d'ingénierie